# Megalograptus
Megalograptus – rodzaj żyjącego w okresie ordowiku (460-445 mln lat temu) wielkoraka.
Pożywienie przedstawicieli tego rodzaju stanowiły ryby, trylobity, łodzikowce oraz inne wielkoraki. Długość ciała 1–2 m. Posiadały odnóża zaopatrzone w kolce, które ułatwiały im wyszukiwanie potencjalnych ofiar zagrzebanych w mule lub piasku.
Wieloraki te żyły w wodach słonych i słodkich. Przedstawiciele rodzaju należeli także do pionierów życia na lądzie.
Gatunki:
- Megalograptus ohioensis
- Megalograptus shideleri
- Megalograptus welchi
- Megalograptus williamsae
- Megalograptus sp.